# Бабчанок Григорій Володимирович
Григо́рій Володи́мирович Бабчано́к (біл. Рыгор Уладзіміравіч Бабчанок; 24 березня 1957 , Житковицький район, Гомельська область ) — білоруський поет, директор радгоспу, член Союзу письменників Білоруси (2015), учасник Білоруського агропромислового союзу. Пише білоруською та російською мовами.

## Життєпис
По закінченні школи вступив до Смиловицького зооветеринарного технікуму, звідки його призвали на військову службу. Служив на Балтійському флоті. Після служби вступив до зооінженерного факультету Білоруської державної сільськогосподарської академії, яку закінчив 1974 року. Працював головним зоотехніком, а 14 років по тому очолив комунальне сільськогосподарче унітарне підприємство «Комуніст» Єльського району Гомельської области. Під його орудою господарство стало високоприбутковим, зросла врожайність зернових і зернобобових, фіксувалися високі надої та збільшення худоби. У господарстві — понад десять переможців республіканського фестивалю-ярмарку «Обжинки» (біл. Дажынкі). Осередкове селище — агромістечко Зашир'я (біл. Зашыр'е) кілька разів визнавався найкращим у Республіці. 2012 року Бабчанка було вміщено у «Велику міжнародну енциклопедію „Найкращі люди“» (рос. Большая Международная энциклопедия «Лучшие люди»). Письменник Володимир Липський (біл. Уладзімер Ліпскі) присвятив Бабчанкові книгу «Григорій Бабчанок: життя і служіння землі» (біл. Рыгор Бабчанок: жыццё і служэнне зямлі; Мн.: 2017).

## Літературна творчість
Перші вірші Бабчанка були надруковані у студентській газеті «Радянський студент» (рос. Советский студент) Білоруської державної сільськогосподарської академії. 2012 року з'явилась перша поетична збірка під назвою «Насолода» (біл. Асалода), до якої ввійшли найособливіші вірші про землю та людей на ній, про красу рідного краю та милих серцеві поліських лісів і піль. 2014 року вийшла друком нова поетична збірка «Повернення» (біл. Вяртанне). Його вірші друкувалися у «Сільській газеті» (рос. Сельськая газета), збірках народного літературного об'єднання «Парнас» Білоруської державної сільськогосподарської академії «Академічний вінець» (біл. Акадэмічны вянок; випуски 5 і 6).

## Нагороди
- орден «Вірність і віра» Міжнародного благодійного фонду «Родина — Єднання — Вітчизна» (біл. Ордэн «Вернасць і вера» Міжнароднага дабрачыннага фонда «Сям’я — Яднанне — Айчына»).
- медаль «60 років перемоги у Великій Вітчизняній Війні 1941—1945 років» (рос. Медаль «60 лет победы в Великой Отечественной войне 1941—1945 гг.»)
- медаль «90 років збройних сил РБ» (біл. 90 год узброеных сіл РБ)
- медаль «65 років визволення Республіки Білоруси від німецько-фашистських загарбників» (біл. Медаль «65 год вызвалення Рэспублікі Беларусь ад нямецка-фашысцкіх захопнікаў»)
- медаль «2000 років Християнству» (рос. Медаль «2000 лет христианству»)
- медаль «За заслуги» Міжнародного благодійного фонду «Родина — Єднання — Вітчизна» (біл. Медаль «За заслугі» Міжнароднага дабрачыннага фонда «Сям’я — Яднанне — Айчына»)

## Твори
- Асалода- Мн.: 2012 (біл.)
- Вяртанне — Мн.: 2014. (біл.)